# Luigem
Luigem is een gehucht in Merkem, een deelgemeente van Houthulst in de Belgische provincie West-Vlaanderen. Het gehucht ligt anderhalve kilometer ten noordwesten van het dorpscentrum van Merkem, op de weg van Merkem naar Noordschote. Een kilometer ten westen van Luigem ligt het gehuchtje Drie Grachten op de Ieperlee.

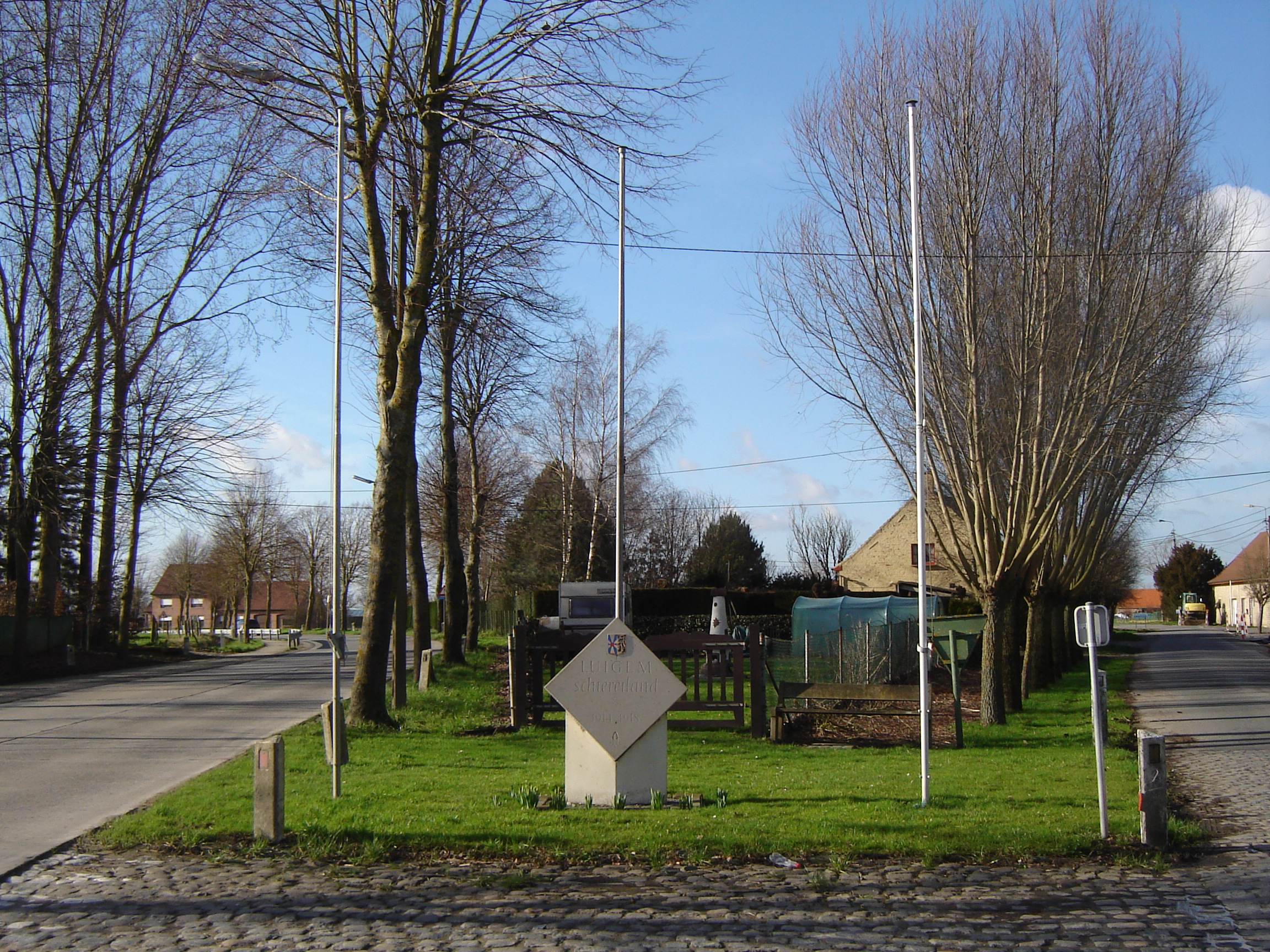
Luigem schiereiland, een van de naamstenen 1914-1918

## Geschiedenis
Op de 19de-eeuwse Atlas der Buurtwegen staat het gehucht als "Luighem" weergegeven.
De plaats lag nabij het front in de Eerste Wereldoorlog en stond bekend als "Luigem schiereiland". Het gehucht werd op 21 oktober 1914 door de Duitsers ingenomen en ze bouwden er een versterking uit. Kort daarna begonnen de geallieerden met de onderwaterzetting van de IJzervlakte en de broeken uit de omgeving. Alleen de steenweg naar Noordschote, die op een verhoogde berm lag, bleef toegankelijk en zo werd Luigem als het ware een schiereiland. Een kilometer verder westwaarts langs de weg aan de Drie Grachten hadden de Fransen een voorpost, van waaruit ze de weg onder schot hielden. In de nacht van 9 op 10 november voerden de Fransen een mislukte aanval uit op de Duitse stelling in Luigem. De Duitsers mislukten in de nacht van 11 op 12 november in hun tegenaanval op Luigem. Begin 1915 losten Belgen de Fransen af in de stelling van Drie Grachten. Op 29 maart begonnen de Duitsers weer met een aanval en ze slaagden er op 8 april in Drie Grachten te veroveren. Het schiereiland Luigem, beschermd door water, zou nu tot 1917 een deel uitmaken van een Duitse rustsector. Het duurde tot de Derde Slag om Ieper, eer de Fransen midden augustus 1917 de Duitsers al konden terugdringen tot voorbij de Drie Grachten. De Duitsers bouwden nu een verdedigingslinie uit tussen het Bos van Houthulst en De Blankaart. Het duurde tot 27 oktober eer het 2de Bataljon Karabiniers Luigem kon heroveren. In april 1918 werd verder oostwaarts nog zwaar gevochten bij de Slag bij De Kippe, maar Luigem werd niet meer zwaar getroffen.

## Bezienswaardigheden
- Een van de provinciale Naamstenen 1914-1918 herinnert aan het Luigem Schiereiland uit de Eerste Wereldoorlog.
- Een halve kilometer ten noordoosten van Luigem staat de Beukelaremolen.